# Tschuchlomasee
Der Tschuchlomasee (russisch Чухломское озеро) ist ein fast kreisrunder Süßwassersee im Rajon Tschuchloma in der russischen Oblast Kostroma.

## Lage und Umgebung
Der See befindet sich auf einer Höhe von 148 m über dem Meeresspiegel. Er hat eine Fläche von 48,7 km² und eine durchschnittliche Tiefe von 4,5 m. Der See hat eine fast runde Form, mit einem Durchmesser von 6 bis 7 km. Die Ufer sind flach und sumpfig. Der Boden besteht aus Schlamm und Schlick. Der See ist gefroren von Ende Oktober bis Ende April. Eine Reihe von kleinen Flüssen und Bächen speisen den See. Er verfügt über einen Abfluss im Nordwesten, in Richtung der Kostroma. Am südöstlichen Ufer des Sees liegt die Stadt Tschuchloma. An seinem nördlichen Ufer, nahe dem Selo Noschkino, liegt das im 15. Jahrhundert gegründete Awraamijew–Gorodezki Kloster (Авраамиев Городецкий монастырь).